# 阿普列列夫卡
阿普列列夫卡（羅馬化：Aprelevka）是俄羅斯莫斯科州西南部的一個城市。位於莫斯科西南42公里。2002年人口18,357人。
1899年建城，1961年建市。1910年三名德國商人在這裡設廠生產黑膠唱片，在蘇聯時代是全國最大的廠房。